# جين ساجان
جين ساجان (بالإنجليزية: Jeanne Sagan)‏ هي موسيقية أمريكية، ولدت في 11 يناير 1979 في سبرينغفيلد في الولايات المتحدة.

## معرض صور

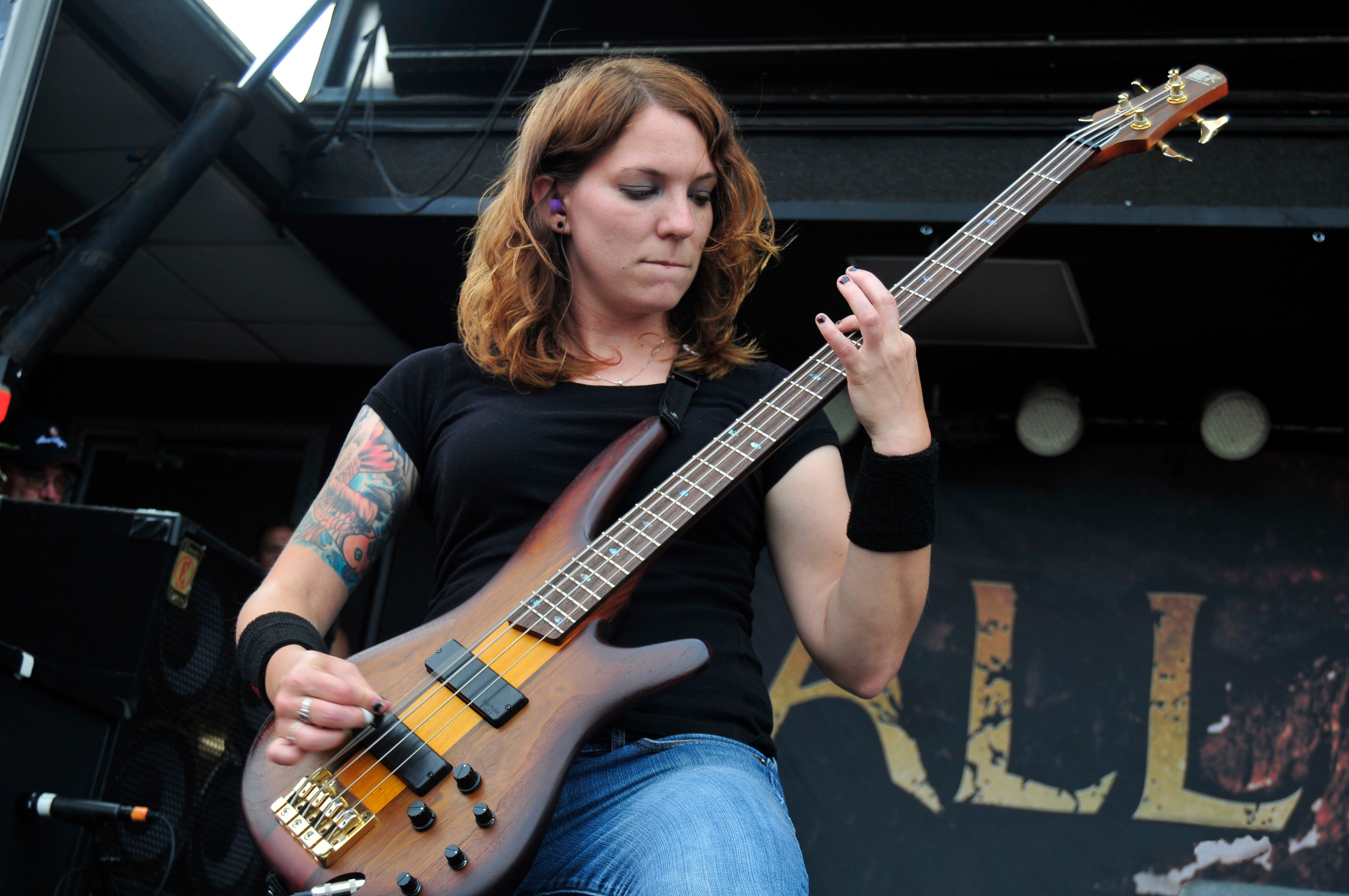
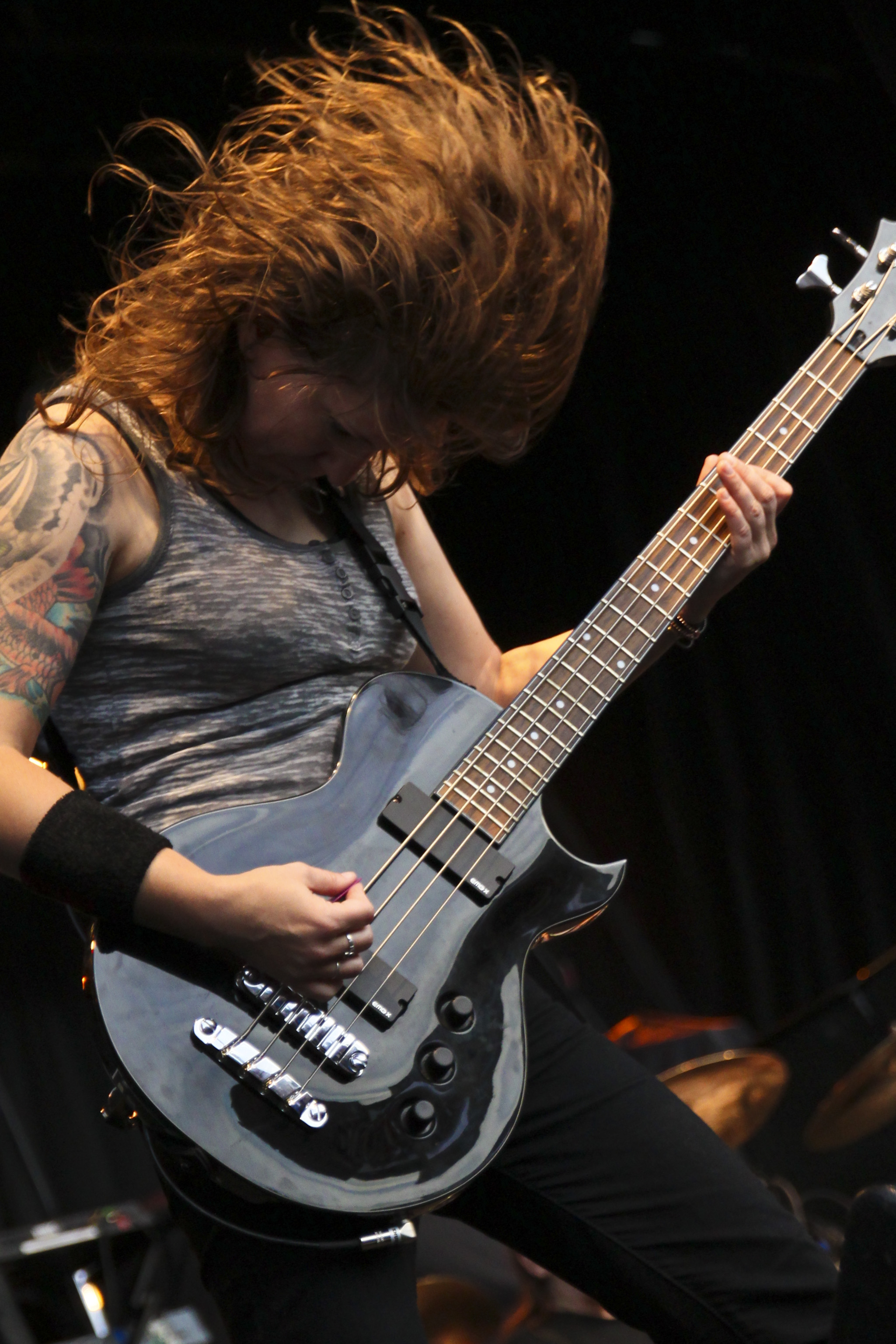
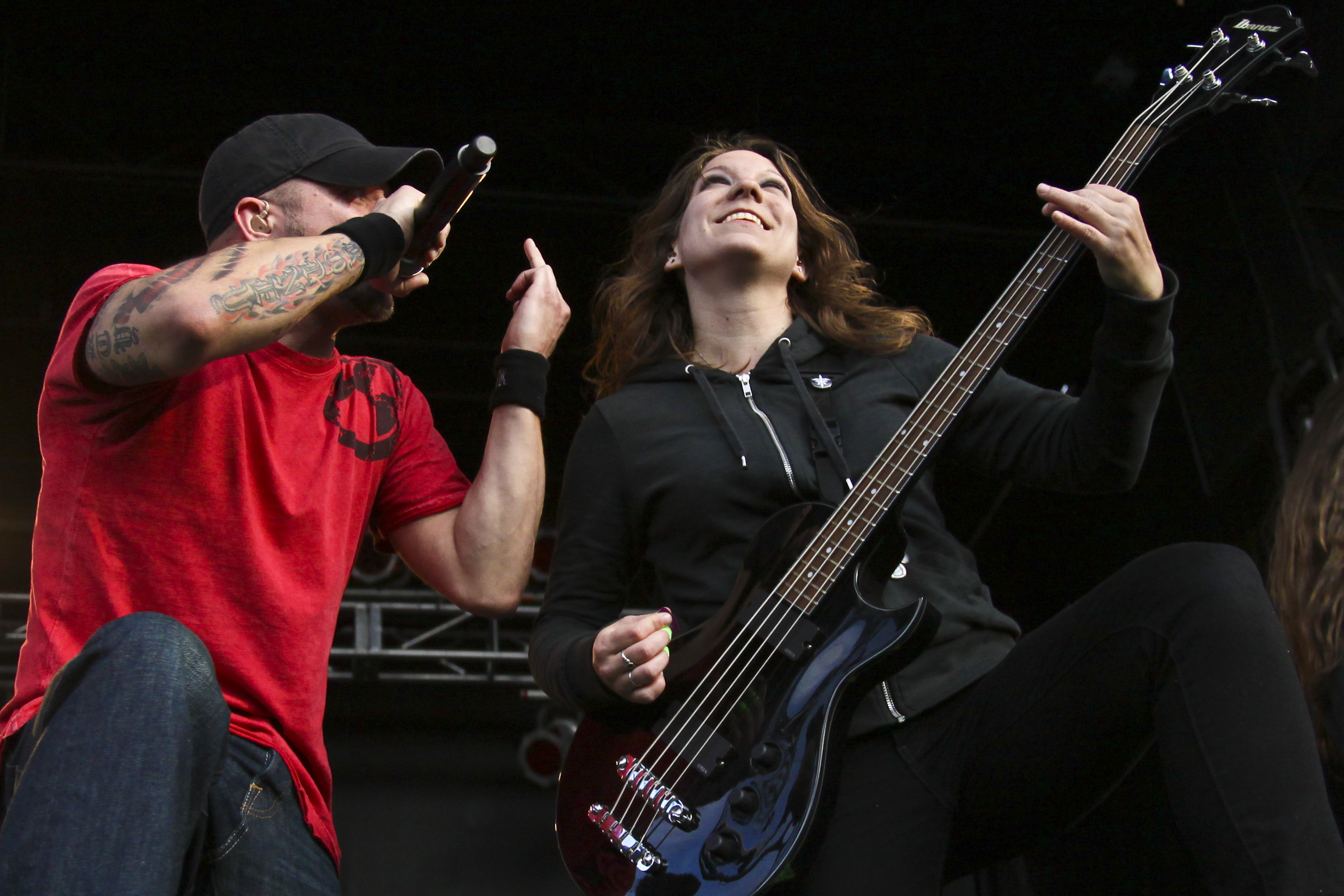

## وصلات خارجية
- الموقع الرسمي
- جين ساجان على موقع ميوزك برينز (الإنجليزية)
- جين ساجان على موقع ديسكوغز (الإنجليزية)